# Privatização da Telebrás
A privatização da Telebrás ocorreu por meio de leilão em 29 de julho de 1998 na Bolsa de Valores do Rio de Janeiro, sendo a maior privatização ocorrida no Brasil até então, arrecadando R$ 22,058 bilhões pelos 20% das ações em poder do governo na época.
O modelo utilizado para a privatização foi concebido pelo Sérgio Motta, que ocupava o cargo de Ministro das Comunicações, mas faleceu meses antes do leilão, quando foi substituído por Luiz Carlos Mendonça de Barros.

## Contexto

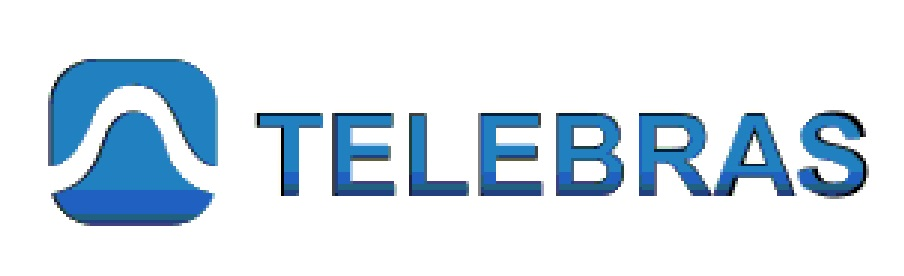
Logo da Telebras

No início da década de 1980, uma forte crise financeira atingiu o setor público brasileiro, o que prejudicou fortemente os investimentos necessários à continuidade da expansão do sistema nacional de telecomunicações, provocando a degradação da qualidade dos serviços das empresas do grupo Telebrás. A Secretaria de Controle de Empresas Estatais (Sest) determinou grandes cortes nos investimentos de todas as estatais. Uma parcela significativa dos recursos do FNT foi apropriada pelo Tesouro Nacional, deixando de ser aplicada no setor, tendo o fundo sido extinto em 1984 e substituído pelo Imposto sobre Serviços de Telecomunicações (ISST). Também foi realizada a compressão das tarifas como instrumento de combate à inflação.
Em 1989, com 14,6 milhões de telefones instalados, o Brasil apresentava uma densidade de 8,8 telefones por cem habitantes, índice inferior ao do Uruguai (13,6) e da Argentina (10,3). O índice de congestionamento das linhas saltou de 6% para 31,1%, enquanto que a taxa de chamadas completadas caiu de 50% para 30%.
No período, ocorreu uma difusão acelerada de novas tecnologias de informação e comunicação, com o avanço da tecnologia digital, além mudanças na estrutura de regulamentação das telecomunicações em diversos países, que optaram por privatizar seus serviços de telecomunicação no fim da década de 1980.
O sistema Telebrás não conseguiu cumprir as metas fixadas para o ano de 1989. Do milhão de terminais telefônicos prometidos, somente 342 mil foram colocados em serviço, número insuficiente para atender aos milhares de compradores dos planos de expansão que já haviam quitado a compra há mais de dois anos. O longo prazo de espera para a instalação das linhas fez com que houvesse a formação de um especulativo mercado secundário de linhas telefônicas.
No governo de Fernando Collor, foi aprovada a Lei n.º 8.031/1990. que instituiu o Programa Nacional de Desestatização (PND) e foram promovidas iniciativas para privatizar (total ou parcialmente) e desregulamentar as telecomunicações, como a estipulação de que a faixa de frequência referente à banda A seria reservada às operadoras públicas e a banda B às eventuais operadoras privadas, além da eliminação do monopólio da Embratel. Os investimentos da Telebras sofreram drástica redução no período.
Em fevereiro de 1995, durante o governo de Fernando Henrique Cardoso, foi aprovada a Emenda Constitucional n.º 8, em favor da quebra do monopólio que reservava a exploração dos serviços de telecomunicações para as empresas sob controle acionário estatal, facultando a exploração dos serviços de telecomunicações pelo capital privado, sob o regime de autorização, concessão ou permissão, de acordo com lei a ser aprovada pelo Congresso, dispondo sobre a organização dos serviços, a criação de um órgão regulador e outros aspectos institucionais.

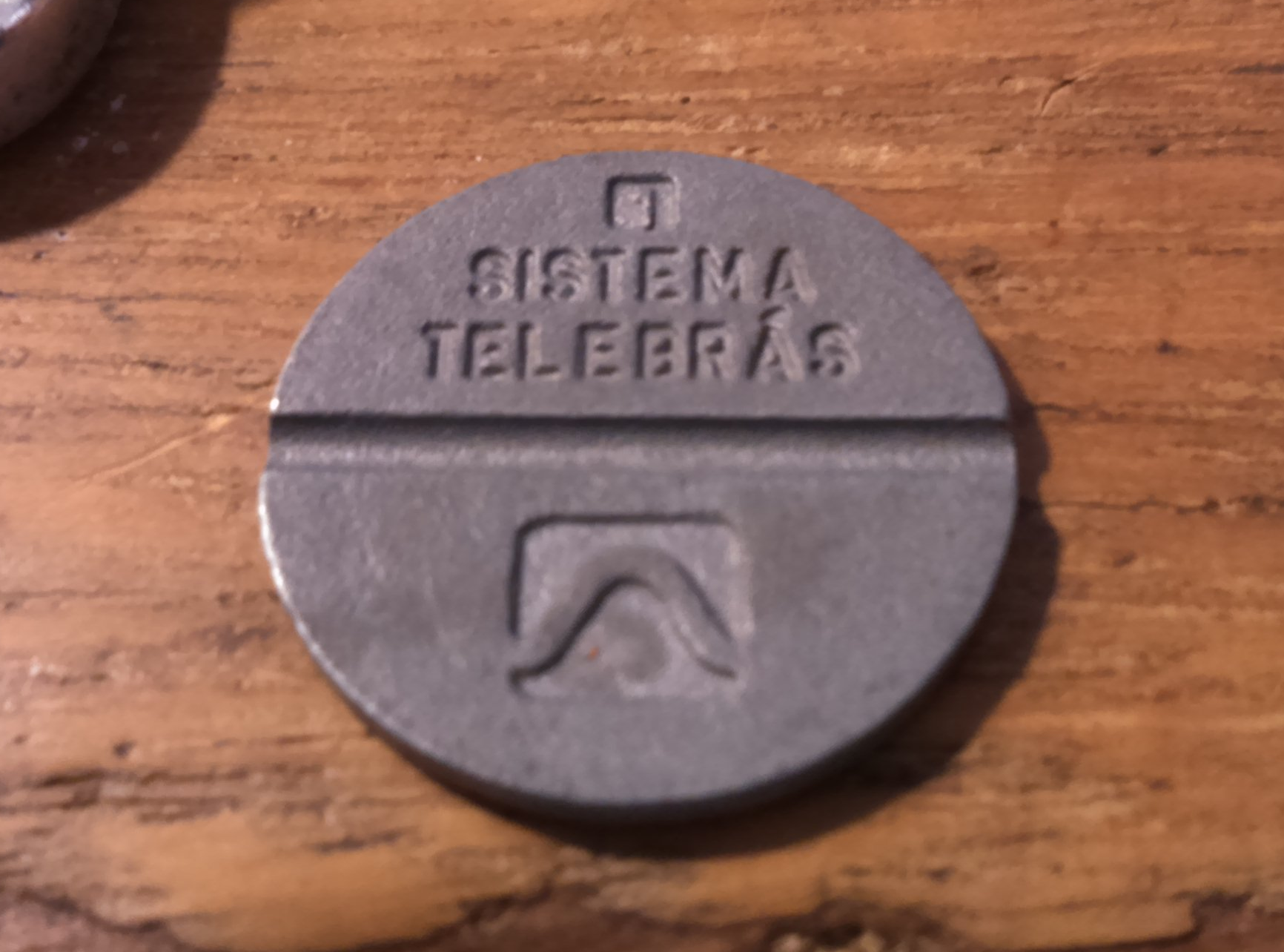
Ficha telefônica da Telebras em 1983.

A Telebrás realizou pesados investimentos de 1995 até as vésperas de sua privatização, sendo os investimentos em 1996 os mais elevados desde a criação da Telebrás: aumentaram 51% em relação ao ano anterior, alcançando a cifra de R$ 6,8 bilhões. Foram mantidos nesse patamar em 1997. Ocorreu um aumento substantivo das receitas, propiciado pelos reajustes tarifários de novembro de 1995 e de abril de 1997. A elevação das tarifas e a retomada dos investimentos foram instrumentos essenciais da política de revitalização de Telebrás com vistas à sua privatização.
Em 1996, o sistema Telebrás instalou 2,9 milhões de novos terminais telefônicos, dos quais 1,6 milhão de terminais convencionais. 1,3 milhão terminais celulares e 39 mil telefones públicos. A base instalada atingiu um total de 17,7 milhões de terminais, registrando um crescimento de quase 20% em relação ao ano anterior.
Em 1997, a Telebrás foi responsável por cerca de 60% de todo o volume financeiro negociado mercado à vista da Bolsa de Valores de São Paulo. Em 31 de dezembro de 1997, a Telebras tinha 3,7 milhões de acionistas.
Em 1997, 40,41% da receita bruta era advinda da telefonia local, 28,08% da telefonia interurbana, 20,29% da telefonia móvel e 5,10% da comunicação por dados. A receita bruta atingiu  R$ 20,6 bilhões de reais e o lucro líquido atingiu a cifra recorde de R$ 4,3 bilhões em 1997. A empresa atingiu o índice de 11,5 terminais telefônicos para cada grupo de 100 habitantes, contando com 484 mil telefones públicos, 4,3 milhões de acessos de telefonia móvel e e 17 milhões de aparelhos telefônicos instalados. No mesmo ano, a Telebrás foi a empresa estrangeira com maior volume negociado na Bolsa de Valores de Nova York.
No entanto, era necessário entrar em uma lista de espera de dois a cinco anos para adquirir uma linha, pagando antecipadamente quase mil e duzentos reais. Quem quisesse uma linha com instalação imediata precisava comprar de particulares, que chegavam a cobrar o preço de um automóvel por um telefone. Havia também o aluguel de linhas. Muitas localidades do Brasil não tinham nem previsão de obter o serviço.

## Leilão

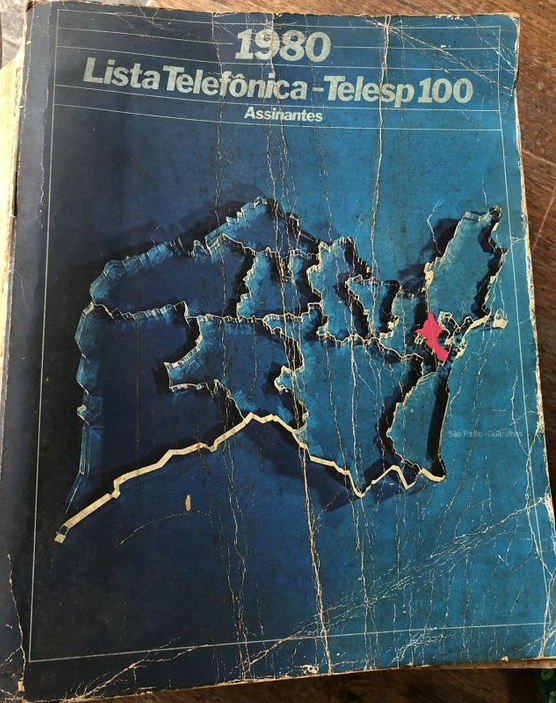
Lista telefônica da Telesp em 1980.

As licitações das concessões para a Banda B de telefonia celular em 1997 renderam um total de US$ 7,613 bilhões.
O Sistema Telebrás foi privatizado no dia 29 de julho de 1998, de acordo com mudança constitucional no ano 1995 e com a promulgação da Lei Geral de Telecomunicações, que tinha como objetivo a ampliação e a universalização dos serviços de telecomunicação. A venda da Telebrás assim como outras privatizações ocorridas nos anos 1990 estavam alinhadas com as recomendações do Consenso de Washington.
As empresas que compunham o sistema Telebrás foram agrupadas em 12 holdings, cada uma abrangendo regiões diferentesː quatro de telefonia fixa (Telesp, Tele Centro Sul e Tele Norte Leste e Embratel), oito de telefonia celular da Banda A (Telesp Celular, Tele Sudeste Celular, Telemig Celular, Tele Celular Sul, Tele Nordeste Celular, Tele Centro Oeste Celular, Tele Leste Celular e Tele Norte Celular). Como resultado desse reagrupamento quatro empresas ficaram responsáveis pela rede de telefonia fixa e oito pela de telefonia móvel. A Embratel perdeu a exclusividade nas chamadas de longa distância, porém passou a competir com as outras empresas em chamadas dentro mesmo Estado. Concomitantemente, foram leiloadas novas concessões para as mesmas áreas privatizadas, para que o setor privado montasse novas "empresas espelhos", no intuito de gerar concorrência (duopólio).
O que foi levado a leilão correspondia a 20% do valor das empresas, que representava o controle acionário das empresas. Foi a maior privatização ocorrida no Brasil, realizada em 29 de julho de 1998 na Bolsa de Valores do Rio de Janeiro, arrecadando R$ 22,058 bilhões, o que representou um ágio médio de 63,7% sobre os valores mínimos do leilão.
As ações preferenciais da União, correspondentes a 2,18% do capital social das empresas, foram oferecidas com desconto a 90 mil empregados e aposentados do sistema Telebrás.
Pelas regras do leilão, era permitido que os investidores apresentassem propostas para todas as empresas, mas, para evitar a concentração, um mesmo consórcio não poderia comprar duas operadoras do mesmo bloco de venda. As propostas deveriam ser apresentadas de uma só vez e o consórcio que adquirisse uma empresa era excluído automaticamente do leilão das demais companhias do mesmo bloco. Na telefonia móvel, não foi permitida a aquisição de qualquer das oito empresas por investidores que já detivessem, direta ou indiretamente, a concessão para a exploração do mesmo serviço na Banda B.
Houve um movimento de oposição ao programa de privatização do sistema Telebrás, que teve pequena repercussão junto à opinião pública. Sindicatos de trabalhadores das telecomunicações chegaram a formular em agosto de 1997 uma proposta alternativa de reorganização do sistema Telebrás. Pela proposta, seria criada uma operadora nacional denominada Brasil Telecom, como capital e gestão compartilhados entre o Estado, fundos de pensão, investidores privados e usuários. O debate em torno dessa proposta, no entanto, não avançou. Movimentos sociais e a oposição ao governo, capitaneada pelo Partido dos Trabalhadores, também foram contrários à privatização. Uma série de liminares judiciais tentaram suspender o leilão.
Com o leilão, o sistema de telecomunicações brasileiro foi substancialmente desnacionalizado: 100% da telefonia interurbana e de longa distância, 80% do serviço celular e dois terços da telefonia fixa. O montante arrecadado deveria ser destinado ao abatimento da dívida federal.

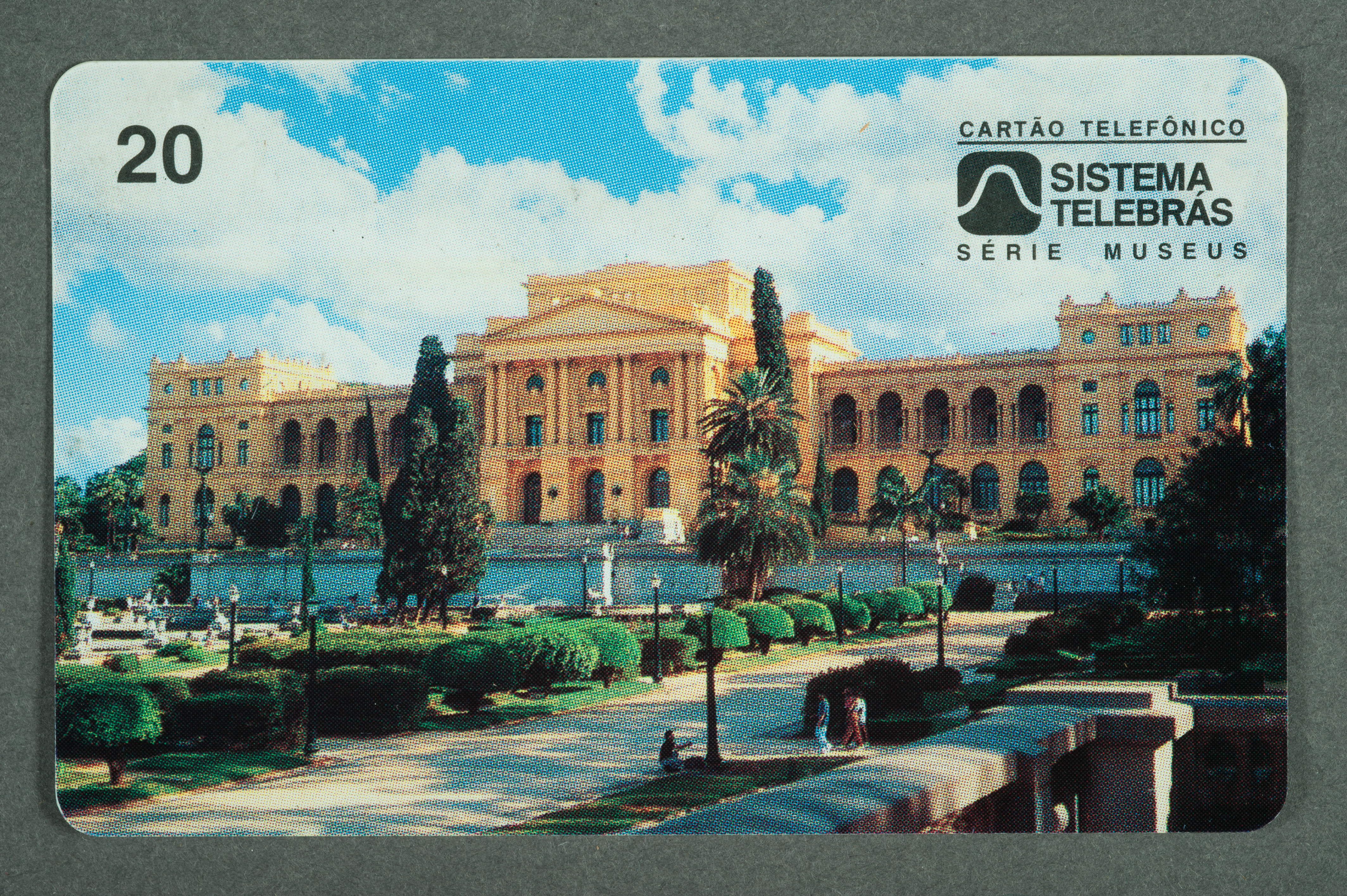
Cartão Telefônico do Sistema Telebrás

O o governo brasileiro alienou suas empresas em bloco, vendendo para consórcios privados num único leilão a totalidade das ações ordinárias pertencentes à União nas 12 companhias oriundas da cisão da holding federal. A União detinha pouco mais de 50% das ações ordinárias da Telebrás, equivalentes a menos de 22% de seu capital total.
Para fiscalizar o mercado foi criada a Anatel - Agência Nacional de Telecomunicações e o fundo Fistel - (Fundo de Fiscalização de Telecomunicações). Para subsidiar operações em regiões carentes e comunidades com menos de 100 habitantes foi instituído o FUST - (Fundo de Universalização dos Serviços de Telecomunicações).
A Telebrás cessou todas as suas atividades operacionais. Em maio de 1998, a empresa mantinha no final do ano um quadro de 713 empregados, dos quais 500 estavam cedidos para a Anatel. Em 1999, o Ministério das Comunicações publicou portaria determinando a liquidação da empresa. A partir de então, a companhia geria apenas recursos humanos, em sua maioria composto por empregados cedidos para outros órgãos públicos, sobretudo para a Anatel, bem como a gestão de fundos de pensão, questões judiciais e outros méritos administrativos de funcionamento essencial.
A empresa foi oficialmente reativada para gerir o Plano Nacional de Banda Larga em 2010 durante o governo de Luiz Inácio Lula da Silva. A Telebras é responsável por implementar as Políticas Públicas de Telecomunicações do Brasil, sendo a única estatal de telecomunicações do país.

## Resultado
| Telefonia fixa            | Telefonia fixa | Telefonia fixa   | Telefonia fixa | Telefonia fixa |
| Empresa                   | Companhias | Valor            | Vencedor | Situação Atual |
| ------------------------- | --- | ---------------- | --- | --- |
| Telesp                    | - | R$ 5,783 bilhões | Telefónica (56,6%), Portugal Telecom (23%), Iberdrola Investimentos (7%), Banco Bilbao Vizcaya (7%) e RBS Participações (6,4%)                                      | Atualmente se chama Vivo. |
| Tele Norte Leste          | Telaima, Telamazon, Telasa, Teleamapá, Telebahia, Teleceará, Telemig, Telepará, Telepisa, Telergipe, Telerj, Telern, Telest, Telma, Telpa e Telpe | R$ 3,4 bilhões   | Andrade Gutierrez (21,2%), Inepar Investimentos (20%), Macal (20%), Fiago/Fundos de Pensão (18,7%), BrasilVeículos (10,05%) e Companhia de Seguros Aliança (10,05%) | Teve o nome alterado para Telemar. Atualmente se chama Oi.                                                                                              |
| Tele Centro Sul           | CTMR, Telegoiás, Telebrasília, Telemat, Telems, Teleacre, Teleron, Telepar e Telesc                                                               | R$ 2,07 bilhões  | Timepart (Teleunion, Telecom Holding e Privtel)ː 62%; Telecom Itália - STET (19%); Invitel/Techold (Opportunity, Previ, Telos, Funcef, Petros, Sistel): 19%         | Teve o nome alterado para Brasil Telecom. Posteriormente incorporada pela Oi.                                                                           |
| Embratel                  | - | R$ 2,65 bilhões  | MCI International | Incorporada pela Claro. Atualmente usada como marca. |
| Telefonia móvel           | |                  | | |
| Empresa                   | Companhias | Valor            | Vencedor | Situação Atual |
| Telesp Celular            | - | 3,59 bilhões     | Portelcom Participações (Portugal Telecom) | Atualmente fazem parte da Vivo. |
| Tele Sudeste Celular      | Telerj Celular e Telest Celular | R$ 1,168 bilhão  | Telefónica (92,98%), Iberdrola (6,98%), NTT (0,02%) e Itochu (0,02%)                                                                                                | Atualmente fazem parte da Vivo. |
| Tele Leste Celular        | Telebahia Celular e Telergipe Celular | R$ 368 milhões   | Iberdrola (62%) e Telefónica (38%) | Atualmente fazem parte da Vivo. |
| Tele Centro Oeste Celular | Telebrasília Celular, Telems Celular, Telegoiás Celular, Telemat Celular, Teleron Celular e Teleacre Celular                                      | R$ 440 milhões   | Splice do Brasil | Atualmente fazem parte da Vivo. |
| Telemig Celular           | - | R$ 756 milhões   | Telpartː Telesystem International Wireless (48%), Banco Opportunity (21%) e fundos de pensão (Previ e Sistel): 18%                                                  | Atualmente fazem parte da Vivo. |
| Tele Norte Celular        | Telepará Celular, Telamazon Celular, Telma Celular, Teleamapá Celular e Telaima Celular                                                           | R$ 188 milhões   | Telpartː Telesystem International Wireless (48%), Banco Opportunity (21%) e fundos de pensão (Previ e Sistel): 18%                                                  | Posteriormente nomeada Amazônia Celular. Absorvida pela Oi (2009). Com a venda da Oi Móvel (2022), os clientes foram divididos entre TIM, Claro e Vivo. |
| Tele Nordeste Celular     | Telasa Celular, Telpe Celular, Telpa Celular, Telern Celular, Teleceará Celular e Telepisa Celular                                                | R$ 660 milhões   | UGB Participações (consórcio Globo e Bradesco, com 50% cada) e Bitel (Telecom Italia, com 50%)                                                                      | Fundidas como TIM. |
| Tele Celular Sul          | Telepar Celular, Telesc Celular e CTMR Celular | R$ 700 milhões   | UGB Participações (consórcio Globo e Bradesco, com 50% cada) e Bitel (Telecom Italia, com 50%)                                                                      | Fundidas como TIM. |

### Telefonia fixa

#### Telesp
A Telesp foi arrematada pela Telefónica, da Espanha, por R$ 5,783 bilhões, o que representou um ágio de 64,29% sobre o valor mínimo de R$ 3,52 bilhões. A Telefónica (56,6%) se associou a outras empresas para a compra da Telespː Portugal Telecom (23%), Iberdrola Investimentos (7%), Banco Bilbao Vizcaya (7%) e RBS Participações (6,4%). A proposta superou a do outro grupo concorrente, formado pela Telecom Itália, Bradesco e Globo, que ofereceram R$ 3,965 bilhões.

#### Tele Norte Leste
A Tele Norte Leste, depois renomeada para Telemar, foi arrematada por R$ 3,434 bilhões, com um ágio de apenas 1% sobre o valor mínimo de R$ 3,4 bilhões, o menor ágio entre todas as 12 teles leiloadas. O outro grupo interessado era o liderado pelo Banco Opportunity, mas a proposta foi desconsiderada porque o grupo já havia adquirido a Tele Centro Sul.
A Tele Norte Leste abrange a telefonia fixa de 16 Estados ao longo do litoral brasileiro, do Rio de Janeiro ao Amazonas. O consórcio que arrematou a companhia era composto porː Construtora Andrade Gutierrez (21,2%), Inepar Investimentos (20%), Macal (20%), Fiago/FUNCEF (18,7%) e as seguradoras BrasilVeículos (10,05%) e Companhia de Seguros Aliança (10,05%), ligadas ao Banco do Brasil.
O BNDESPar, empresa de participações do Banco Nacional de Desenvolvimento Econômico e Social (BNDES) era debenturista com direito a converter seus papéis em 25% das ações do consórcio e realizou o procedimento em agosto de 1998, diminuindo a participação dos demais acionistas.

#### Tele Centro Sul
A Tele Centro Sul, depois renomeada para Brasil Telecom, foi arrematada pelo consórcio liderado pelo Timepart, Banco Opportunity, Telecom Itália e fundos de pensão e investimento, pelo valor de R$ 2,07 bilhões, com um ágio de 6,15% sobre o mínimo estipulado em R$ 1,95 bilhões. A Telefónica também havia apresentado uma proposta, mas foi desclassificada por já ter arrematado a Telesp.

#### Embratel
Foi também privatizada a Empresa Brasileira de Telecomunicações – Embratel, responsável pelas ligações telefônicas de longa distância e pelos serviços de teleconferência., adquirida pela empresa norte-americana MCI International, antiga WorldCom, que mais tarde entraria em concordata nos Estados Unidos. A MCI arrematou a empresa por R$ 2,65 bilhões, o que representou um ágio de 47,22% sobre o valor mínimo estipulado em R$ 1,8 bilhões.  Em 2004, com aprovação da Corte de Falências de Nova Iorque, o controle da Embratel foi vendido para a Telmex.

### Telefonia móvel
A Telesp Celular foi arrematada pela Portugal Telecom por R$ 3,59 bilhões.
A Telefónica adquiriu o controle da Tele Sudeste Celular (RJ/ES) por R$ 1,168 bilhão e da Tele Leste Celular (BA/SE) por R$ 368 milhões.
A Telemig Celular e a Tele Norte Celular (AM, AP, PA, MA, RR) foram adquiridos pelo consórcio Telepart, formados pela canadense Telesystem International Wireless (48%), Banco Opportunity (21%) e fundos de pensão por R$ 756 milhões (ágio de 228,7%) e R$ 188 milhões (ágio: 108,8%), respectivamente.
A Tele Celular Sul (PR, SC) e a Tele Nordeste Celular (PI, CE, RN, PB, PE, AL) foram arrematados pela UGB Participações (consórcio Globo e Bradesco, com 50% cada) e pela Bitel (Telecom Italia, com 50%) por R$ 700 milhões, com ágio de 240%, e por R$ 660 milhões, com ágio de 193,33%, respectivamente.
A Tele Centro Oeste Celular (AC, RO, MT, GO, MS, DF, TO) foi comprada pela Splice do Brasil por R$ 440 milhões, com ágio de 91,3%.

## Empresas da holding (até 1998)
- Formam atualmente a Oi[29]
  - Fundidas como Telemar
    - TELASA - Telecomunicações de Alagoas (1973-1998)
    - TELEAMAPÁ - Telecomunicações do Amapá (1973-1998)
    - TELAMAZON - Telecomunicações do Amazonas (1973-1998)
    - TELEBAHIA - Telecomunicações da Bahia (1973-1998) - antiga TEBASA
    - TELECEARÁ - Telecomunicações do Ceará (1973-1998) - antiga COTELCE
    - TELEST - Telecomunicações do Espírito Santo (1972-1998) - antiga CTES (subsidiária da CTB)
    - TELMA - Telecomunicações do Maranhão (1973-1998)
    - TELEMIG - Telecomunicações de Minas Gerais (1972-1998) - antiga CTMG (subsidiária da CTB)
    - TELEPARÁ - Telecomunicações do Pará (1973-1998)
    - TELPA - Telecomunicações da Paraíba (1974-1998)
    - TELPE - Telecomunicações de Pernambuco (1973-1998)
    - TELEPISA - Telecomunicações do Piauí (1973-1998)
    - TELERJ - Telecomunicações do Rio de Janeiro (1976-1998)
    - TELERN - Telecomunicações do Rio Grande do Norte (1973-1998)
    - TELAIMA - Telecomunicações de Roraima (1973-1998)
    - TELERGIPE - Telecomunicações de Sergipe (1972-1998)

  - Fundidas como Brasil Telecom
    - TELEACRE - Telecomunicações do Acre (1973-1998)
    - TELEBRASÍLIA - Telecomunicações de Brasília (1972-1998) - antiga COTELB
    - TELEGOIÁS - Telecomunicações de Goiás (1973-1998) - antiga COTELGO
    - TELEMAT - Telecomunicações de Mato Grosso (1973-1998)
    - TELEMS - Telecomunicações do Mato Grosso do Sul (1986-1998)
    - TELEPAR - Telecomunicações do Paraná (1972-1998)
    - TELERON - Telecomunicações de Rondônia (1973-1998)
    - TELESC - Telecomunicações de Santa Catarina (1972-1998) - antiga COTESC
    - CTMR - Companhia Telefônica Melhoramento e Resistência (1976-1998)
- Formam atualmente a Vivo
  - Fundidas como Telefônica Brasil
    - TELESP - Telecomunicações de São Paulo (1973-1998)
      - CTBC-Borda do Campo - Companhia Telefônica da Borda do Campo (1972-1998) - subsidiária da TELESP desde 1973
- Forma atualmente a Claro
  - EMBRATEL - Empresa Brasileira de Telecomunicações (1972-1998) -  na privatização, foi adquirida pela norte-americana MCI WorldCom, que pediu falência no ano de 2002. Em 2004, a justiça de Nova Iorque aprovou a venda da Embratel para a mexicana Telmex. Em 2015, a Embratel foi incorporada à Claro, pertencente a América Móvil, controladora da Telmex.[30]

- Telefonia móvel
  - Atualmente fazem parte da Vivo[31]
    - Telesp Celular
    - Tele Sudeste Celular (Telerj Celular e Telest Celular)
    - Tele Leste Celular (Telebahia Celular e Telergipe Celular)
    - Tele Centro Oeste Celular (Telebrasília Celular, Telems Celular, Telegoiás Celular, Telemat Celular, Teleron Celular e Teleacre Celular)
    - Telemig Celular

  - Atualmente fazem parte da TIM[32]
    - Tele Nordeste Celular (Telasa Celular, Telpe Celular, Telpa Celular, Telern Celular, Teleceará Celular e Telepisa Celular)
    - Tele Celular Sul (Telepar Celular, Telesc Celular e CTMR Celular)

  - Fizeram parte da Oi Móvel (2009), e com a sua venda (2022), os clientes foram divididos entre TIM, Claro e Vivo[33]
    - Tele Norte Celular (Telepará Celular, Telamazon Celular, Telma Celular, Teleamapá Celular e Telaima Celular)

- Outras/Empresas associadas
  - CPqD - Centro de Pesquisa e Desenvolvimento em Telecomunicações (1976-1998) - atualmente atua como uma fundação de direito privado
  - CTBC - Companhia de Telecomunicações do Brasil Central* (1973-1998) - atual Algar Telecom, pertencente ao Grupo Algar
  - SERCOMTEL - Serviço de Comunicações Telefônicas de Londrina* (1973-1998) - pertencia a Prefeitura Municipal de Londrina, e foi privatizada em 2020. Atualmente pertence ao Fundo de Investimento Bordeaux
  - CETERP - Centrais Telefônicas de Ribeirão Preto* (1973-1998) - pertencia a Prefeitura Municipal de Ribeirão Preto e foi privatizada em 1999, sendo adquirida pela Telefónica.
  - CRT - Companhia Riograndense de Telecomunicações* (1973-1998)*  - pertencia ao Governo do Estado do Rio Grande do Sul. Foi privatizada em 1996, sendo vendida para o consórcio formado pela espanhola Telefónica. Posteriormente, a companhia foi vendida em 2000 para a Brasil Telecom.

*Empresa associada, não pertencia ao sistema Telebrás
- Extintas/incorporadas anteriormente
  - CETEL - Companhia de Telefones do Rio de Janeiro (1976-1989) - incorporada pela TELERJ
  - COTELPA - Companhia Telefônica de Paranaguá (1979-1990) - incorporada pela TELEPAR
  - COTEMA - Companhia Telefônica do Maranhão (1973-1974) - incorporada pela TELMA
  - COTESP - Companhia de Telecomunicações do Estado de São Paulo (1973-1976) - incorporada pela TELESP
  - CPT - Companhia Pontagrossense de Telecomunicações (1976-1989) - incorporada pela TELEPAR
  - CTB - Companhia Telefônica Brasileira (1972-1976) - deu origem à TELESP e a TELERJ
  - CTGV - Companhia Telefônica de Governador Valadares (1975-1987) - incorporada pela TELEMIG
  - TELECALDAS - Telefônica de Poços de Caldas (1975-1983) - incorporada pela TELEMIG
  - TELEFEIRA - Telefônica de Feira de Santana (1975) - incorporada pela TELEBAHIA
  - TELEOESTE - Companhia Telefônica do Oeste do Brasil (1973-1974) - incorporada pela TELEMAT
  - TELINGRA - Telecomunicações de Campina Grande (1973-1974) - incorporada pela TELPA

## Pós-privatização
Entre janeiro e agosto de 1999, foram realizados os leilões das empresas-espelho, no intuito de fomentar a concorrência do setor de telefonia, vencidos pelo consórcio que deu origem à Vésper por R$ 60 milhões na Região I e R$ 70 milhões na Região III; GVT, por R$ 100 mil na Região II; e Intelig, por R$ 55 milhões, empresa-espelho da Embratel.
Após o processo, houve investimentos da ordem de 100 bilhões de reais pelo setor privado, que modernizou e universalizou a posse de uma linha telefônica fixa ou celular. Porém, houve aumento significativo nas tarifas dos serviços de telefonia, que chegaram a ficar mais de 5 vezes mais caras, para pagar esse investimento, além de explodirem as reclamações de usuários em relação aos serviços prestados e aos sistemas de atendimento por telefone, o que é justificado pelo aumento do número de usuários.
Mesmo após deixar a presidência da república, cinco anos depois da privatização, Fernando Henrique Cardoso afirmou que o leilão foi um bom negócio e um dos grandes sucessos de seu governo. Como consequência das regras do leilão, empresas "espelho" podem competir com as privatizadas, gerando concorrência e redução em alguns preços, principalmente em telefonia celular mesmo com a permissão para que as novas operadoras reajustassem anualmente os valores das tarifas com base no IGP-M. Fato esse que já ocorria quando o sistema era estatal, porém com índices de correção variados.
Com a proximidade do término da concessão, em novembro de 2024, a Anatel aprovou a migração do regime de concessão de telefonia fixa da Oi (sucessora da Tele Norte Leste) para o regime de autorização, com a celebração de compromisso de investimentos. A Vivo (sucessora da Telesp) está em processo de aprovação da migração. 

## Escândalo dos grampos
Algumas semanas após a privatização, foram divulgadas conversas telefônicas obtidas por gravações ilegais em telefones do BNDES que indicavam que fora articulado um favorecimento para que o grupo liderado pelo Banco Opportunity adquirisse a Tele Norte Leste. A repercussão do caso levou à queda do Ministro das Comunicações, Luiz Carlos Mendonça de Barros, do presidente do BNDES, André Lara Resende e de diretores do Banco do Brasil (como o diretor da área externa, (Ricardo Sérgio de Oliveira) e o presidente da Previ, Jair Bilachi. Em uma das conversas, Mendonça de Barros diz a Bilachi que é importante que a Previ forme um consórcio com o Opportunity e que o ministério ajudará no que for preciso, ao passo que Bilachi diz que vai tratar do assunto com Ricardo Sérgio. Ficou claro que Ricardo Sérgio era quem realmente mandava na Previ, sendo seu presidente, Jair Bilachi, mera figura decorativa. O próprio ministro pede a Ricardo Sérgio que o Banco do Brasil dê uma carta de fiança ao Opportunity e também deixa claro que os consórcios criados para a disputa eram todos sendo montados com a participação do BNDES.
Em conversas ilegalmente gravadas, consta que o ministro Mendonça de Barros estimulou a entrada da MCI no leilão e ainda congratulou-os antecipadamente pela vitória.
Foi problemática a participação do grupo que adquiriu o controle da Tele Norte Leste, chamado de AG Telecom e depois Telemar, formado por capitais nacionais, que não seria o preferido do governo para vencer a licitação, diante da dúvida em sua capacidade de honrar os compromissos financeiros assumidos, o que de certa forma se confirmou, levando a alterações em sua composição acionária.
Nas alterações ocorridas na Telemar, como na aquisição da Itália Telecom pela Brasil Telecom, desponta a atuação do Banco Opportunity e seu controlador, o banqueiro Daniel Dantas. Especulações sobre sua participação nesses episódios, que envolvem espionagem, suborno e tráfico de influência, até hoje ocupam espaço na mídia e resultaram em um sem-número de ações judiciais.